# СГ-122
СГ-122 — средняя по массе советская самоходная артиллерийская установка (САУ) класса самоходных гаубиц на базе захваченных Красной Армией немецких штурмовых орудий StuG III.

## Производство
Производство машин этой марки пытались развернуть на Мытищинском заводе № 592 (впоследствии № 40). Они вооружались 122,4-мм гаубицей М-30. Всего в 1942 году здесь было собрано 10 СГ-122, включая одну опытную, собранную в конце июня 1942 года и 9 серийных. К 15 ноября 1942 года на артиллерийском полигоне под Свердловском имелось 5 СГ-122.
Вместо производства СГ-122 постановлением ГКО № 2661 от 27 декабря 1942 года завод № 40 НКТП, в который преобразовывался завод № 592, обязали осваивать производство лёгкого танка Т-80. Тем не менее, завод № 592 всё равно обязали построить ещё 10 СГ-122.
Производство СГ-122 (по данным Военной приемки)
- 1942 год:
  - октябрь — 7
  - ноябрь — 2
- 1943 год:
  - январь — 12

Всего сдана 21 самоходка СГ-122. Серийные номера 1001—1021.

## В войсках
Из числа первых 7 установок выпуска октября 1942 года заказчику удалось передать всего шесть машин. По две самоходные установки отправилось в 15-й запасной учебный самоходный полк, 2-е Киевское артиллерийское училище и 2-е Ростовское артиллерийское училище. Еще одна СГ-122 5 декабря была доставлена на Гороховецкий полигон для сравнительных Государственных испытаний с У-35 (будущей СУ-122) конструкции Уралмашзавода.
Отправленные в январе 1943 года четырнадцать СГ-122 попали в Московский артиллерийский центр, откуда их передали в состав 1435-го самоходно-артиллерийского полка, сформированного 1 января 1943 года. 15 февраля число СГ-122 в части достигло шестнадцати машин (четырнадцать отправленных с завода и две из 15-го запасного учебного полка), из них в ремонте оказалось пять. На фронт 1435 САП отправился 20 февраля, причём к этому времени число СГ-122 в его составе сократилось до двенадцати. Четыре машины были переданы Учебному центру самоходной артиллерии. В последний раз 1435 САП ходил в бой 14 марта. В ходе атаки на деревню Ясенок использовались три СУ-12 и четыре СГ-122. Из боя две машины вернулось с незначительными повреждениями, две сгорели и три оказались подбитыми.

## Сравнение с аналогами
| Сравнение основных характеристик самоходных гаубиц периода Второй мировой войны. |                                                 |                                                  |                                                  |                                                  |                                             |                                                 |                                                  |                                              |                                                  |
|                                                                                  | M7                                              | «Веспе»                                          | «Хуммель»                                        | Semovente da 105/25                              | «Хо-Ни II»                                  | «Секстон»                                       | «Бишоп»                                          | СУ-122                                       | СГ-122                                           |
| Общие данные                                                                     |                                                 |                                                  |                                                  |                                                  |                                             |                                                 |                                                  |                                              |                                                  |
| Экипаж, в том числе заряжающих                                                   | 6—7 (3)                                         | 4                                                | 6                                                | 3 (1)                                            | 5                                           | 6                                               | 4                                                | 5 (2)                                        | 5 (2)                                            |
| Боевая масса, т                                                                  | 22,9                                            | 11,0                                             | 24,0                                             | 15,7                                             | 16,3                                        | 25,8                                            | 17,5                                             | 29,6                                         | 23,6                                             |
| Ширина, м                                                                        | 2,87                                            | 2,28                                             | 2,97                                             | 2,42                                             | 2,29                                        | 2,72                                            | 2,62                                             | 3,00                                         | 2,91                                             |
| Высота, м                                                                        | 2,95                                            | 2,30                                             | 2,81                                             | 1,74                                             | 2,39                                        | 2,44                                            | 2,77                                             | 2,24                                         | 2,25                                             |
| Вооружение                                                                       |                                                 |                                                  |                                                  |                                                  |                                             |                                                 |                                                  |                                              |                                                  |
| Марка гаубицы                                                                    | 105-мм M2A1                                     | 105-мм le.F.H.18M                                | 150-мм s.F.H.18/1                                | 105-мм Mod. 105/25                               | 105-мм Тип 91                               | 88-мм пушка-гаубица QF 25 pounder               | 88-мм пушка-гаубица QF 25 pounder                | 122-мм М-30                                  | 122-мм М-30                                      |
| Возимый боекомплект гаубицы                                                      | 69                                              | 32                                               | 18                                               | 48                                               | 20                                          | 105                                             | 49                                               | 40                                           | 50                                               |
| Тип выстрелов                                                                    | полуунитарный                                   | раздельно-гильзовый                              | раздельно-гильзовый                              | н/д                                              | н/д                                         | раздельно-гильзовый                             | раздельно-гильзовый                              | раздельно-гильзовый                          | раздельно-гильзовый                              |
| Углы вертикального наведения гаубицы, град                                       | −5…+35                                          | −5…+42                                           | −3…+42                                           | −10…+16                                          | н/д…+22                                     | −9…+40                                          | −7…+15                                           | −3…+25                                       | −3…+25                                           |
| Углы горизонтального наведения гаубицы, град                                     | −15…+30                                         | ±17                                              | ±15                                              | ±18                                              | ±5                                          | −25…+15                                         | ±7,5                                             | ±10                                          | ±10                                              |
| Максимальная дальность стрельбы, км                                              | 10,42                                           | 10,65                                            | ~13                                              | н/д                                              | 9,00                                        | н/д                                             | 8,00                                             | 8,00                                         | 8,00                                             |
| Вес осколочно-фугасного снаряда, кг                                              | 14,95                                           | 14,81                                            | 43,5                                             | н/д                                              | 15,77                                       | 11,33                                           | 11,33                                            | 21,7                                         | 21,7                                             |
| Пулемёты                                                                         | 1 × 12,7-мм M2 HB                               | 1 × 7,92-мм MG-34                                | 1 × 7,92-мм MG-34                                | 1 × 8-мм Breda 38                                | —                                           | 2 × 7,7-мм «Брен»                               | —                                                | —                                            | —                                                |
| Бронирование, мм                                                                 |                                                 |                                                  |                                                  |                                                  |                                             |                                                 |                                                  |                                              |                                                  |
| Лоб корпуса                                                                      | 91—114                                          | 23—31                                            | 32                                               | 87                                               | 28                                          | 91—114                                          | 60—64                                            | 64                                           | 35-50                                            |
| Лоб рубки                                                                        | 15                                              | 11                                               | 13                                               | 75                                               | 25                                          | 21                                              | 51                                               | 70                                           | 35-50                                            |
| Борт корпуса                                                                     | 38                                              | 15                                               | 20                                               | 25                                               | 20—26                                       | 38                                              | 60                                               | 30                                           | 35-50                                            |
| Борт рубки                                                                       | 13                                              | 10                                               | 10                                               | 47                                               | 12                                          | 13                                              | 25                                               | 25—35                                        | 35-50                                            |
| Крыша рубки                                                                      | открытая                                        | открытая                                         | открытая                                         | 15                                               | открытая                                    | открытая                                        | 13                                               | 20                                           | 35-50                                            |
| Подвижность                                                                      |                                                 |                                                  |                                                  |                                                  |                                             |                                                 |                                                  |                                              |                                                  |
| Тип двигателя                                                                    | карбюраторный, воздушного охлаждения, 400 л. с. | карбюраторный, жидкостного охлаждения, 140 л. с. | карбюраторный, жидкостного охлаждения, 300 л. с. | карбюраторный, жидкостного охлаждения, 185 л. с. | дизельный, воздушного охлаждения, 170 л. с. | карбюраторный, воздушного охлаждения, 460 л. с. | дизельный, жидкостного охлаждения, 130 л. с.     | дизельный, жидкостного охлаждения, 500 л. с. | карбюраторный, жидкостного охлаждения, 265 л. с. |
| Удельная мощность, л. с./т                                                       | 17,5                                            | 12,7                                             | 12,5                                             | 11,8                                             | 10,4                                        | 17,8                                            | 7,41                                             | 16,9                                         | 11,2                                             |
| Тип подвески                                                                     | сблокированная попарно на спиральных рессорах   | индивидуальная на листовых рессорах              | сблокированная попарно на листовых рессорах      | сблокированная по четыре на листовых рессорах    | подвеска Хара                               | сблокированная попарно на спиральных рессорах   | сблокированная по три на горизонтальных пружинах | подвеска Кристи                              | индивидуальная торсионная                        |
| Максимальная скорость по шоссе                                                   | 34—39                                           | 40                                               | 42                                               | 38                                               | 38                                          | 34—39                                           | 32                                               | 55                                           | 50                                               |
| Запас хода по шоссе                                                              | 190                                             | 220                                              | 215                                              | 180                                              | н/д                                         | 200                                             | 150                                              | 600                                          | 180                                              |
| Удельное давление на грунт, кг/см²                                               | 0,73                                            | 0,76                                             | 0,82                                             | н/д                                              | н/д                                         | 0,88                                            | н/д                                              | 0,68                                         | н/д                                              |

## Сохранившиеся экземпляры
В настоящее время ни одной САУ не сохранилось.
В музее УГМК в г. Верхняя Пышма находится полноразмерный макет СГ-122.